# بيل ميلر (لاعب كرة قاعدة)
بيل ميلر (بالإنجليزية: Bill Miller)‏ هو لاعب كرة قاعدة أمريكي، ولد في 26 يوليو 1927 في Minersville, Pennsylvania ‏ في الولايات المتحدة، وتوفي في 1 يوليو 2003 في ليتيتس في الولايات المتحدة.

## وصلات خارجية
- بيل ميلر على موقعبيزبول رفرنس.كوم (الدوري الرئيسي) (الإنجليزية)